# 台城洞
台城洞（又称自由村），是一个朝韓边界附近的韩国聚落，位于朝韩非军事区（DMZ）内。该村庄距不归桥1.6千米，距朝鲜开城市12千米。根據2017年資料，當地共有49戶193人。

## 位置
台城洞在行政上隶属于坡州市郡内面造山里，是非军事区韩国部分唯一的平民居住区。板门店在其北方约1千米处，三八线（朝韩事实边界）距村子西部仅350米。只有在朝鲜战争前便在此生活的人及其后裔允许移居于此。
朝鲜方面在非军事区也有一座的村落，名为机井洞，距台城洞仅约1.6（0.99英里）。在这里，两座村落分别架设巨大的旗杆，升起相互敌对的国旗，朝韩分裂因而显得特别明显。
尽管所在的非军事区南半部分受联合国军司令部管辖，一般还是认为台城洞居民属于韩国平民，须服从韩国法律。台城洞居民享有一些特别优待，他们不仅在投票和受教育方面的权利和其他人平等，还不用服兵役和交税，以及分配有大量土地，农业收入水平居全国前列。但当地居民也受一些特别限制的影响；村庄晚上7时进入宵禁，此外还要核查人数。对这些村民来说，安全极为重要，因为曾有朝鲜士兵越境的行为，获邀访问村庄的游客亦需要提前2个星期申请军事护送。
在2018年4月舉行的南北韓高峰會，韓國方面安排兩位居於台城洞的兒童向到訪的朝鲜領導人金正恩獻花。

### 经济
村庄主要产业为农业，以一种非军事区品牌的袋装米闻名。

### 旗杆
20世纪80年代，韩国政府在台城洞架设了一座高98.4米的旗杆，升起的韩国国旗重130千克，引发了一场“旗杆战”。
朝鲜政府不甘示弱，在机井洞往西1.2千米处建造了160米的旗杆作为回应，升起一面270千克的朝鲜国旗。截至2014年，這座旗杆高度排名世界第四。

### 小学
村内设有一所小型小学——台城洞小学。该校曾一度因人口特征变化面临关闭，现所有年级共30名学生。出于资金方面的原因，以及韩国政府发给学校的通告，申请该校时可能会被列入等候名单。截至2017年，学生中只有10人居住在该村。

### 交通
根據2018年資料，當地與文山邑每天有四班巴士往返。